# Ordet
Ordet Co., Ltd.  (jap. 株式会社オース Kabushiki-gaisha Ōsu) – japońskie studio animacji założone w 2007 roku przez byłego dyrektora Kyoto Animation Yutaka Yamamoto i część byłych pracowników. Nazwa studia, Ordet, oznacza słowo w języku duńskim, szwedzkim i norweskim. Firma pierwotnie była podwykonawcą projektów, do czasu wypuszczenia swojej pierwszej własnej produkcji wiosną 2010 roku – odcinka OVA Black Rock Shooter. Następnie powstała ośmioodcinkowa seria we współpracy ze studiami Sanzigen i Trigger, która ukazywała się w bloku telewizyjnym noitamina między 2 lutego a 22 marca 2012 roku. Rok wcześniej studio dołączyło do holdingu Ultra Super Pictures.

## Historia
Ordet zostało założone w 2007 roku przez Yutakę Yamamoto, który został zwolniony ze studia Kyoto Animation w trakcie prac nad serią Lucky Star. Po ukończeniu produkcji kilku pracowników również postanowiło porzucić obecnego pracodawcę i podążyć za Yutaką. Wspólnie założyli nowe studio z kapitałem startowym w wysokości 3 milionów jenów. 

## Produkcje

### Seriale
- Kannagi: Crazy Shrine Maidens (2008, kooperacja przy produkcji studia A-1 Pictures)
- Fractale (2011, kooperacja przy produkcji studia A-1 Pictures)
- Black Rock Shooter (2012, z Sanzigen)
- Senyu (2013, z Liden Films)
- Senyu 2 (2013, z Liden Films)
- Wake Up, Girls! (2014, z Tatsunoko Production)

### Filmy animowane
- Wake Up, Girls! - Seven Idols (2014, z Tatsunoko Production)
- Wake Up, Girls! Seishun no Kage (2015, z Millepensee)
- Wake Up, Girls! Beyond the Bottom (2015, z Millepensee)

### OVA
- Kannagi: Crazy Shrine Maidens (2009, kooperacja przy produkcji studia A-1 Pictures)
- Black Rock Shooter (2010)
- Miyakawa-ke no Kūfuku (2013, z Encourage Films)

### ONA
- Blossom (2012)
- Wake Up, Girl ZOO! (2014–2015, z Studio Moriken)